# Jakob Petelin Gallus
Jakob Petelin Gallus ili Jacobus Gallus (latinski: Iacobus Gallus Carniolus) (Šentviška Gora, 1550. – Prag, 18. srpnja 1591.) je slovenski skladatelj. 
Najvjerojatnije se rodio u Šentviškoj Gori, u današnjoj Sloveniji (tada Sveto Rimsko Carstvo). Vjeruje se, da se školovao u samostanu u Stični, koji je nastariji slovenski samostan. U mladosti je otputovao u Donju Austrija i boravio u samostanu u Melku. Kasnije je živio u Pragu, Wroclawu i Olomoucu. 
Gallus je autor brojnih moteta, najpoznatija mu je zbirka 374 moteta, namijenjenih za pjevanje svakoga dana u liturgijskoj godini. Veća zbirka radova je "Harmoniae Morales", izbor od 53 madrigala. Gallus je bio suvremenik Palestrine i Orlanda di Lassa. 
Tijekom života bio je uspješan i cijenjen skladatelj, ali je u domovini tijekom stoljeća pao u zaborav. Na području Slovenije, njegova djela oživjeli su skladatelji Josip Mantuani i Kamilo Mašek. Između 1985. i 1996., Slovenska akademija znanosti i umjetnosti izdala je njegova djela u dvadeset svezaka. Njegovi moteti i madrigali obilježavau prijelaz iz kasne gotike u renensansu.